# Iwan Petrowitsch Kulibin

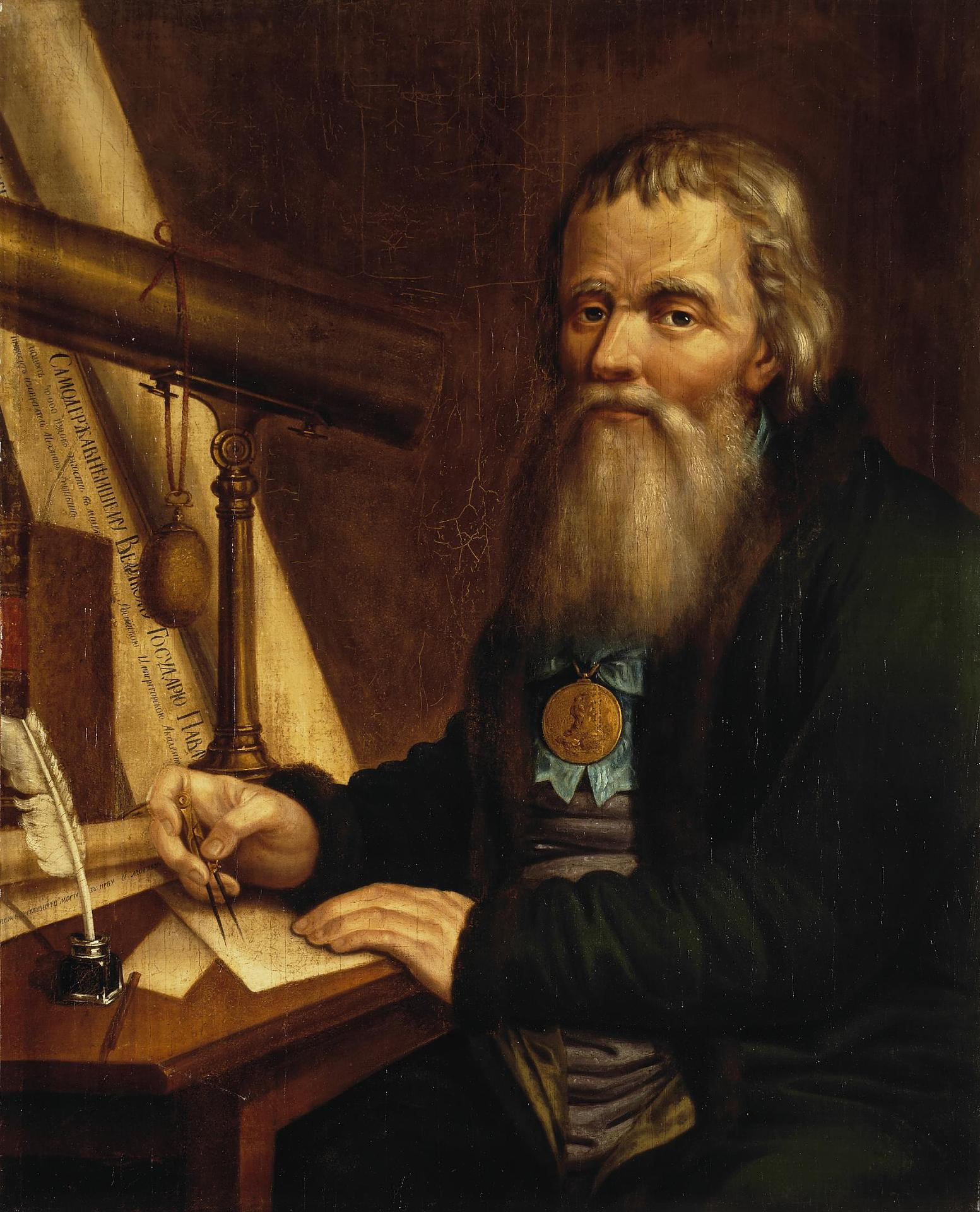
Iwan Petrowitsch Kulibin

Iwan Petrowitsch Kulibin (russisch Иван Петрович Кулибин; * 10. Apriljul. / 21. April 1735greg. in Nischni Nowgorod; † 30. Julijul. / 11. August 1818greg. ebenda) war ein russischer Uhrmacher, Mechaniker, Brückenbauer und Erfinder. Mehr als 30 Jahre lang leitete er die mechanische Werkstatt der Sankt Petersburger Akademie der Wissenschaften, wo er verschiedene mechanische, elektrostatische und optische Geräte, sowie Navigationsinstrumente herstellte. Das Besondere an ihm war, dass er die meisten seiner Fertigkeiten autodidaktisch erwarb.

## Leben und Werk
Kulibin wurde als Sohn eines Händlers in Nischni Nowgorod geboren. Beim Djak lernte er rechnen, lesen und schreiben, damit er im Laden des Vaters aushelfen konnte. Diese Fähigkeiten blieben die einzigen, die er schulisch erwarb. Als Jugendlicher lehrte er sich selbst das Schlosserhandwerk. Schon damals gelang ihm der Bau einer hydraulischen Anlage zur Reinigung des völlig umgekippten Teiches, in dem es bald darauf wieder Fische gab.
Der Besuch eines Nachbarn, der ihm eine Kuckucksuhr zeigte, weckte in ihm Interesse für das Uhrmacherhandwerk. Auch dieses erlernte er autodidaktisch und führte für Russland eine wichtige Innovation ein: er ersetzte hölzerne Bauteile des Mechanismus durch stählerne. Der Höhepunkt seiner Karriere als Uhrmacher bildete die drei Jahre lang andauernde Arbeit an einer eiförmigen Uhr, die neben der primären Funktion noch Melodien abspielte und einen Theaterautomaten enthielt, welcher Figuren auf der Uhr bewegte. Diese Uhr stellte er 1768 Katharina der Großen vor, welche Kulibins Geschick mit einer Einladung nach Sankt-Petersburg honorierte. Die besagte Uhr ist heute in der staatlichen Ermitage ausgestellt.

### Sankt-Petersburg

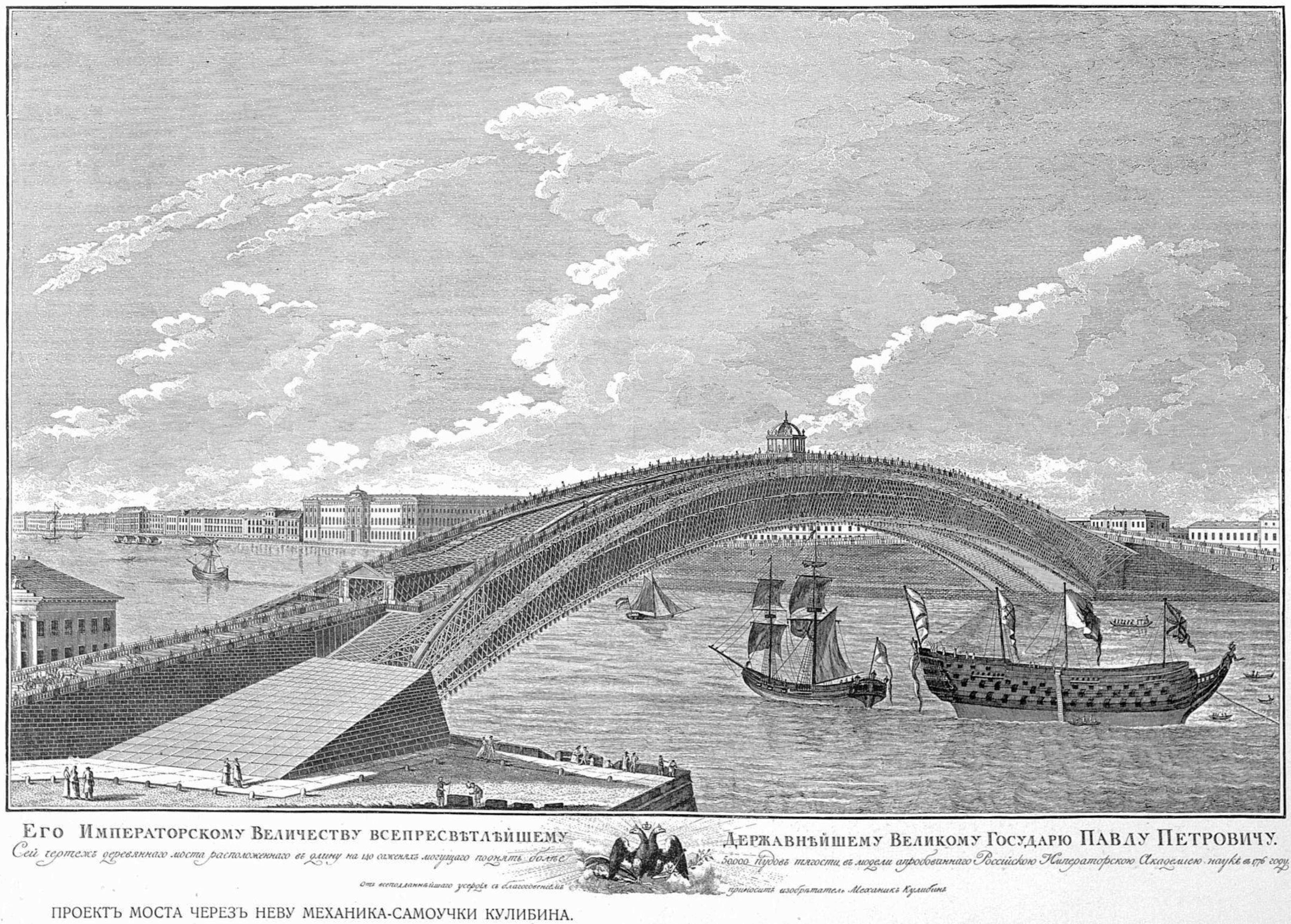
Von Kulibin geplante 300 m lange Brücke

Ein Jahr später folgte Kulibin der Einladung der Zarin. Er wurde zum Leiter der mechanischen Werkstatt der Sankt-Petersburger Akademie der Wissenschaften berufen. Hier entwickelte er ein Brückenmodell, welches aus nur einem Bogen bestand. Die Brücke sollte 300 m lang werden, jedoch wurde dieses Projekt nie verwirklicht, obwohl der Test eines verkleinerten Modells 1776 erfolgreich verlief. Eine Kommission, unter anderem bestehend aus Leonhard Euler und Daniel Bernoulli, bestätigte die Korrektheit seiner Berechnungen und die Möglichkeit, nach Kulibins Modell eine 300 m lange Brücke zu errichten. Spätere Entwürfe der Brücke verwendeten das Prinzip der Voronoi-Polygone, welches jedoch erst Mitte des 19. Jahrhunderts mathematisch formuliert wurde.
Nach einer Reihe Entwicklungen im optischen Bereich präsentierte der russische Erfinder einen verbesserten Scheinwerfer, durch Einführung neuartiger Reflektorspiegel, der trotz schwacher Lichtquelle viel Licht gerichtet abstrahlte. Diese Konstruktion war eine von wenigen Erfindungen Kulibins, die auch tatsächlich im großen Stil bei der Beleuchtung von Schiffen und großen Hallen zum Einsatz kam. 1794 konstruierte er einen optischen Telegraphen. Von einer anderen Erfindung versprach sich Kulibin eine Revolution im Transportwesen. Er entwarf und konstruierte ein Schiff, welches die Strömung eines Flusses nutzte, um ihr entgegenzufahren. Auch dieses Exemplar, genannt Wodochod, wurde mehrfach erfolgreich getestet und für gut befunden, da es schneller als Ruderboote oder Burlaki bei höherer Last vorwärtskam und nur einen Mann für die Bedienung brauchte. Gerade dieser Mann musste aber gut ausgebildet sein, was im Zusammenhang mit den Herstellungskosten eines solchen Schiffes zur Ablehnung des Projektes führte. Die Begegnung Kulibins mit einem beinamputierten Offizier brachte ihn auf die Idee, Prothesen herzustellen, die er unentgeltlich an Menschen, die sie benötigten, verteilte. Im Jahr 1801 wurde Kulibin aus der Akademie der Wissenschaften entlassen. Er kehrte nach Nischni Nowgorod zurück.

### Rückkehr nach Nischni Nowgorod
Hier arbeitete Kulibin weiterhin als Entwickler. Zu seinen Interessengebieten gehörten landwirtschaftliche Maschinen und die Schifffahrt. Trotz der einstigen Gunst bei Katharina der Großen lebte Kulibin später in Armut. Gründe dafür waren, dass er seine Erfindungen selbst vorfinanzieren musste. Erst wenn seine Erfindungen die Gunst des Hofes erhielten, konnte er mit einer Honorierung rechnen. Zum anderen vernichtete 1813 ein Brand sein Haus in Nischni Nowgorod, wodurch er sein Eigentum verlor.

## Privates
Da Kulibin aus einer altorthodoxen Familie stammte, rauchte er keinen Tabak, trank keinen Alkohol und beteiligte sich nicht an Kartenspielen. Er war drei Mal verheiratet, das letzte Mal mit 70 Jahren. Aus dieser letzten Ehe gingen drei Kinder hervor. Insgesamt hatte er 12 Kinder, allen finanzierte er eine Ausbildung. Sein Leben Lang behielt er seine konservative Lebensweise bei und schnitt den Bart genau so wenig, wie er westliche Kleidung trug.
Die meisten seiner Erfindungen waren technisch fortschrittlich, wurden aber nie in die Praxis umgesetzt, da sie den Zweck verfolgten, menschliche Arbeitskraft zu ersetzen, die in Russland zur Zeit der Leibeigenschaft praktisch nichts kostete; hingegen war der Bau seiner Maschinen recht kostspielig. Erfindungen, die den Hof der Zarin belustigten, fanden aber Anklang. Zu diesem Zweck entwickelte Kulibin beispielsweise ein Zimmerfeuerwerk, welches ganz ohne Schwarzpulver auskam.

## Sonstiges
In der russischen Umgangssprache kann es vorkommen, dass man einen geschickten Bastler, der keine spezielle Ausbildung genoss und dennoch erfolgreich etwas repariert, als Kulibin bezeichnet. Der Kulibin-Nunatak in der Antarktis ist nach ihm benannt.
Kulibins Namen trägt der Kleinplanet (5809) Kulibin.